# Radical 62
Le radical 62, qui signifie le qiang, est un des 35 des 214 radicaux chinois répertoriés dans le dictionnaire de Kangxi composés de quatre traits.
Le caractère Unicode de 戈 est 6208.

## Caractères avec le radical 62
| nombre de traits          | caractères           |
| ------------------------- | -------------------- |
| Sans trait supplémentaire | 戈                   |
| 1 traits supplémentaires  | 戉 戊 戋             |
| 2 traits supplémentaires  | 戌 戍 戎 戏 成       |
| 3 traits supplémentaires  | 我 戒 戓             |
| 4 traits supplémentaires  | 戔 戕 或 戗          |
| 5 traits supplémentaires  | 战                   |
| 6 traits supplémentaires  | 戙                   |
| 7 traits supplémentaires  | 戚 戛 戜 戝          |
| 8 traits supplémentaires  | 戞 戟                |
| 9 traits supplémentaires  | 戠 戡 戢 戣 戤 戥 戦 |
| 10 traits supplémentaires | 戧 戨 戩 截 戫 戬    |
| 11 traits supplémentaires | 戭 戮 戯 戱          |
| 12 traits supplémentaires | 戰                   |
| 13 traits supplémentaires | 戲                   |
| 14 traits supplémentaires | 戳 戴                |
| 18 traits supplémentaires | 戵                   |